# 松田和秀
松田 和秀（まつだ かずひで、1968年 - ）は、日本の環境科学者。東京農工大学教授、大気環境学会副会長。
東アジア酸性雨モニタリングネットワーク（EANET）における大気沈着影響評価の際に使用される乾性沈着推計モデルの開発者である。大気環境学会より進歩賞（2008年）および学術賞（2023年）を受賞。近年では、PM2.5や反応性窒素などの大気－地表面間の交換について、観測をもとにメカニズムの解明と現象のモデリングを行っている。

## 経歴
熊本市出身。熊本マリスト学園高等学校を経て、東京理科大学理学部物理学科、同大学院に進学。博士（理学）。
一般財団法人日本環境衛生センター酸性雨研究センター（現 アジア大気汚染研究センター）研究員・主任研究員（1998年 - 2005年）として、EANETの立ち上げに従事。明星大学理工学部環境システム学科准教授・教授（2005年 - 2012年）を経て、東京農工大学農学部附属広域都市圏フィールドサイエンス教育研究センターへ赴任（2012年 - ）。同センターのセンター長を務める（2019年 - 2022年）。
Asian Journal of Atmospheric Environment Editor-in-chief（2010年 - 2015年）、公益財団法人大気環境学会副会長（2025年 - ）・常任理事（2016年 - 2014年）、環境省越境大気汚染・酸性雨対策検討会委員（2014年 - 2017年）、環境省大気モニタリングデータ解析ワーキンググループ座長（2018年 - ）、EANET科学諮問委員（2024年 - ）等、社会貢献活動に携わっている。
「大気と地球表面が接する境界のサイエンスにおける未解明問題を少しでも多く解明し、未来の地球環境アセスメントに貢献すること」をビジョンとする研究室を運営し、今後の我が国における大気環境科学を担う次世代の人材育成を行っている。

## 主な著書
- 『越境大気汚染の物理と化学（2訂版）』成山堂書店（2021年）
- 『図説 窒素と環境の科学』朝倉書店（2021年）
- 『大気環境と植物』朝倉書店（2020年）
- 『大気環境の辞典』朝倉書店（2019年）
- 『安全工学便覧第4版』コロナ社（2019年）
- 『Air Pollution Impacts on Plants in East Asia』Springer（2017年）
- 『みんなが知りたいPM2.5の疑問25』成山堂書店（2014年）